# Малый Гашун (река)
Малый Гашун (калм. Баһ Һашун — малая горькая (река)) — река в России, протекает по Зимовниковскому и Дубовскому районам Ростовской области. Устье реки находится в 6,2 км по левому берегу реки Большой Гашун. Длина реки составляет 90 км.
По данным государственного водного реестра России относится к Донскому бассейновому округу, водохозяйственный участок реки — Сал, речной подбассейн реки — Бассейн притоков Дона ниже впадения Северского Донца. Речной бассейн реки — Дон (российская часть бассейна).

## Общая физико-географическая характеристика
Река берёт начало чуть выше хутора Мокрый Гашун на северных склонах Сальско-Манычской гряды, являющейся водоразделом бассейнов Сала и Маныча. От истока Мокрый Гашун течёт на северо-восток, по направлению к хутору Прасковейский, ниже Прасковейского река течёт в северном направлении, чуть ниже хутора Мацинин Малый Гашун поворачивает на северо-запад по направлению к хутору Ульяновский, ниже которого довольно резко поворачивает к северо-востоку, по направлению к устью. Впадает в Большой Гашун по левому берегу в 6,2 км от устья последнего.
На степных засушливых площадях долины реки распространены почвы каштанового типа почвообразования, нередко солонцеватые и засоленные, а также комплексы этих почв с солонцами.

### Бассейн
Водосборная площадь представляет довольно равнинную степь (см. Сальские степи). Площадь водосборного бассейна составляет 888 км². Крупных притоков река не имеет.

### Гидрология
Бассейн верхнего течения Сала отличается наибольшей засушливостью климата. Осадков здесь выпадает около 300 мм в год, а испарение, вследствие высокой летней температуры, продолжительных сухих ветров и в связи с этим малой относительной влажности воздуха, чрезвычайно большое. Вследствие этих особенностей климата роль летних осадков в питании Малого Гашуна невелика. Для реки, как и для других рек бассейна Сала, характерна летне-осенняя межень, которая иногда прерывается дождевыми паводками. Летом в верхнем и среднем течении Мокрый Гашун пересыхает. Постоянный сток сохранается лишь в нижнем течении, ниже хутора Севский.